# Массеи, Паоло
Паоло Массеи (итал. Paolo Massei; 30 сентября 1712, Монтепульчано, Великое герцогство Тосканское — 5 июня 1785, Рим, Папская область) — итальянский куриальный кардинал. Кардинал-священник с 14 февраля 1785, с титулом церкви Сант-Агостино с 11 апреля 1785. 